# Sketches by Boz

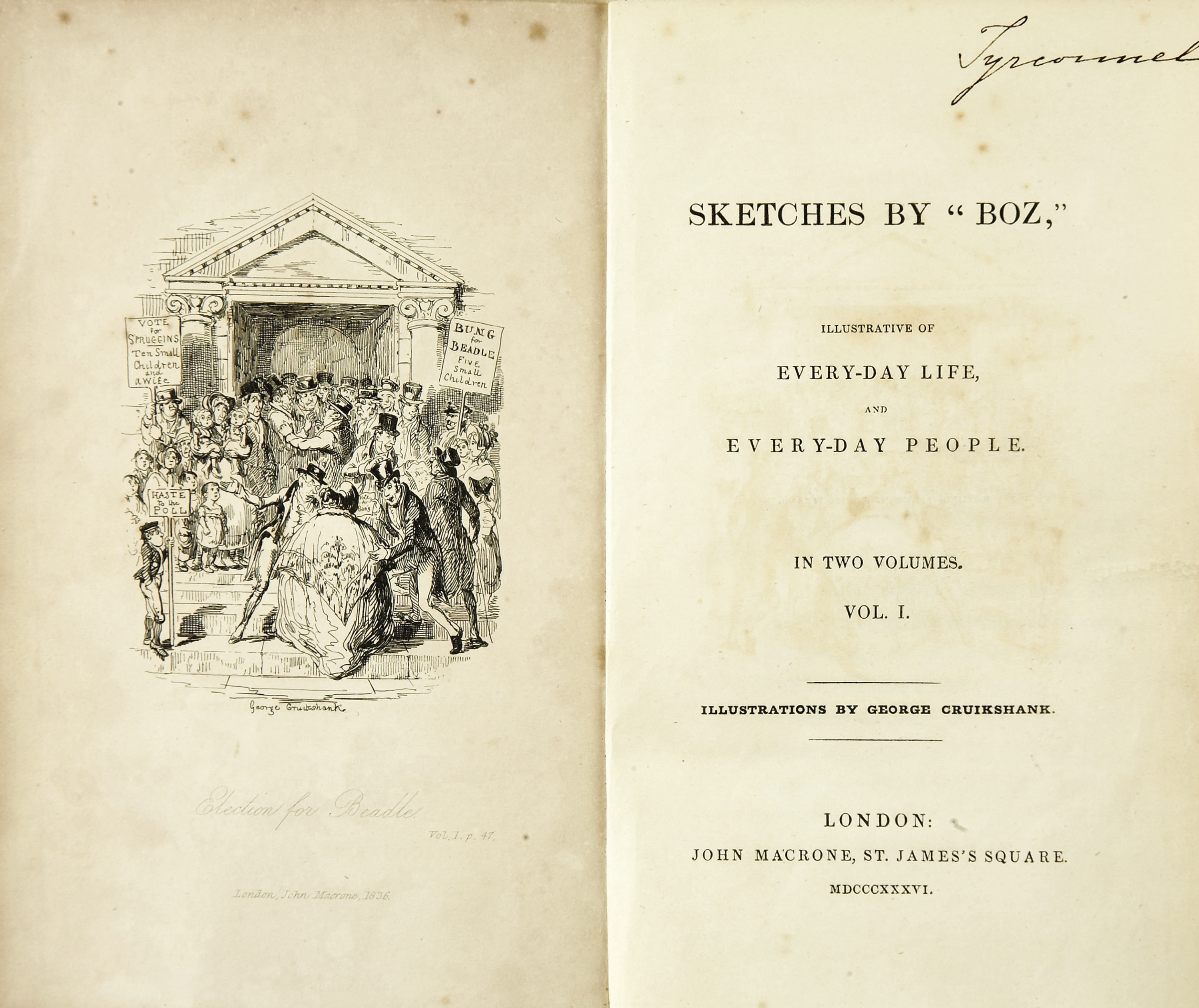
Titelpagina van de eerste editie.

Sketches by Boz is het eerste gepubliceerde literaire werk van de Engelse schrijver Charles Dickens. Deze korte verhalen verschenen in twee series in 1836, met illustraties van George Cruikshank.
Boz was de schrijversnaam die Dickens aanvankelijk gebruikte. Het was de bijnaam van zijn jongere broer Moses, wiens naam, vanwege diens voortdurende verkoudheid, werd uitgesproken als Boses, wat weer werd afgekort tot Boz.
Het bestaat uit een serie schetsen van het Londense leven en het buitenleven, dat ontstond uit zijn journalistieke werk voor de krant The Morning Chronicle, waarvoor hij de parlementaire verslaggeving deed.

Hij diende een eerste verhaal, 'A Dinner at Poplar Walk', in bij de redacteur van The Monthly Magazine. Het verhaal werd geplaatst, al kreeg hij er niet voor betaald, maar Dickens vestigde wel de aandacht op zich. Vervolgens werd hem gevraagd om meer bijdragen. Zijn sketches verschenen daarop ook in The Morning Chronicle en The Evening Chronicle. Hij verwierf hiermee bekendheid, ontmoette verschillende invloedrijke personen en ook de uitgever John Macrone, die er wel brood in zag de Sketches te publiceren. Hij kreeg verzoeken om meer publicaties, die veel succes hadden.

Dit leidde tot het volgende succesvolle werk, nog steeds onder de naam Boz: The Pickwick Papers. Dickens’ naam was hiermee definitief gevestigd.